# Річард Свінберн
Річард Свінберн (нар. 26 грудня 1934) — британський філософ. Він заслужений професор Оксфордського університету, його наукові праці присвячені філософії науки та філософії релігії. Представник аналітичної філософії. Є одним з найбільш вагомих теїстів сучасності, що намагається науково довести існування Бога.

## Академічна кар'єра
Свінберн навчався в коледжі Ексетер, Оксфордський університет де отримав стипендію для вивчення класики, але фактично отримав ступінь бакалавра з філософії, політології та економіки. Після навчання він займався викладанням у різних університетах. З 1972 по 1985 роки викладав у університеті Keele. Протягом цього часу, а саме з 1982 по 1984 роки, читав гіффордські лекції в результаті чого з'явилася книга Еволюція душі (The Evolution of the Soul). З 1985 року до поки не вийшов на пенсію в 2002 році був Ноллотським професором з філософії християнства при Оксфордському університеті.
Свінберн був активним автором протягом усієї кар'єри і видавав повноцінну книжку кожні два-три роки. Він відігравав важливу роль у недавніх дебатах щодо проблеми розуму і тіла, захищаючи дуалізм субстанції, який нагадує про роботу Рене Декарта.
Його книги в першу чергу дуже технічні твори з академічної філософії, але він писав і на загальнодоступному рівні. Одна з таких його робіт — книга Чи є Бог?, в якій він підсумовує для не спеціалістів його аргументи існування Бога, ймовірно, найпопулярніша і доступна на 22 мовах.

## Християнська апологетика
Філософський метод Свінберн зазнав впливу Томи Аквінського. Він визнає, що він бере від Аквінського системний підхід до філософської теології. Свінберн, як і Аквінський, переходить від фундаментальних філософських питань (наприклад, питання про можливість існування Бога), до більш специфічних християнських вірувань (наприклад, що Бог спілкувався з людьми через Ісуса Христа).
Свінберн рухається у своїх працях від філософського до богословського, строго вибудовуючи свою точку зору і спирається на свої попередні аргументи, коли він захищає певні християнські вірування. Він спробував відновити класичні християнські вірування за допомогою апологетичного методу, який він вважає сумісним із сучасною наукою. Цей метод значною мірою залежить від індуктивної логіки, прагнучи показати, що його християнські переконання найкраще підходять для доказів.

## Основні книги
- Простір та час (Space and Time), 1968[4]
- Концепція дива (The Concept of Miracle), 1970[5]
- Когерентність теїзму (The Coherence of Theism), 1977 (перевидана в 2016)[6]
- Існування Бога (The Existence of God), 1979 (перевидана в 2004)[7]
- Віра і Причина (Faith and Reason), 1981 (перевидана в 2005)[8]
- Еволюція душі (The Evolution of the Soul), 1986[9] (перевидана в 1997)[10]
- Дива (Miracles), 1989[11]
- Відповідальність і Спокута (Responsibility and Atonement), 1989[12]
- Одкровення (Revelation), 1991, (перевидана в 2007)[13]
- Християнський Бог (The Christian God), 1994[14]
- Чи є Бог? (Is There a God?), 1996[15]
- Простота як доказ істини, лекція Аквінського (Simplicity as Evidence of Truth, The Aquinas Lecture), 1997[16]
- Провидіння і проблема зла (Providence and the Problem of Evil), 1998[17]
- Епістемічне обґрунтування (Epistemic Justification), 2001[18]
- Воскресіння Боже (The Resurrection of God Incarnate), 2003[19]
- Чи був Ісус Богом? (Was Jesus God?), 2008[20]
- Вільна воля і сучасна наука (Free Will and Modern Science), 2011,[21]
- Розум, мозок і вільна воля (Mind, Brain, and Free Will), 2013[22]